# Yeleen
Yeleen ist ein Hip-Hop-Duo bestehend aus dem Smarty (Burkina Faso) und  Manwdoé (Tschad).

## Geschichte
Yeleen wurde 2001 durch ihr erstes Album Juste 1 peu 2 lumière bekannt. Im Jahre 2003 erschien ein zweites Album Dieu seul sait sowie 2006 Dar es Salam. Die beiden Künstler Mawndoé und Smarty fassen sozialkritische Texte in Französisch, Arabisch und westafrikanischen Sprachen in einen melodiösen Hip-Hop, der viele lokale Elemente aufgreift. Der Name der Band ist das Wort für „Licht“ in den Sprachen Bambara und Dioula. 2007 wurden sie mit dem Kundé d’or für die besten Künstler Burkina Fasos ausgezeichnet. Neuestes Album erschien im Jahre 2010 und heiß „Redemption“.